# Boma (recinto)

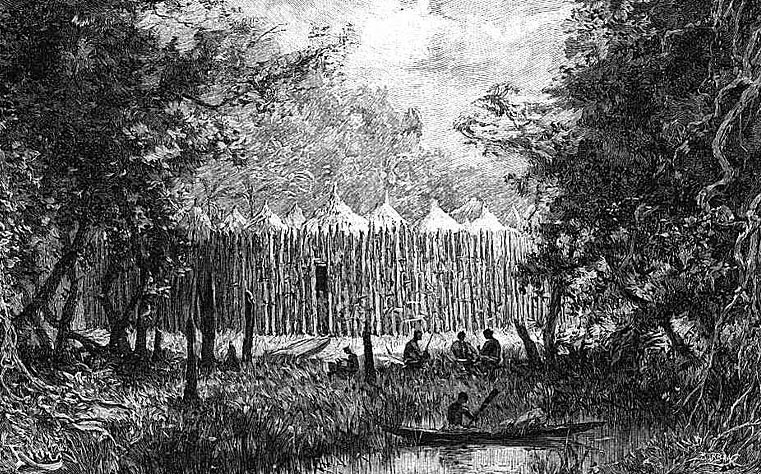
Una boma en el bosque. Éste es un pueblo africano fortificado. Ilustración publicada en 1892 en París en la revista Tour du Monde de Édouard Charton ('La vuelta al mundo'), para acompañar un artículo sobre la expedición de las escaleras a Katanga escrito en el diario del explorador Christian de Bonchamps.

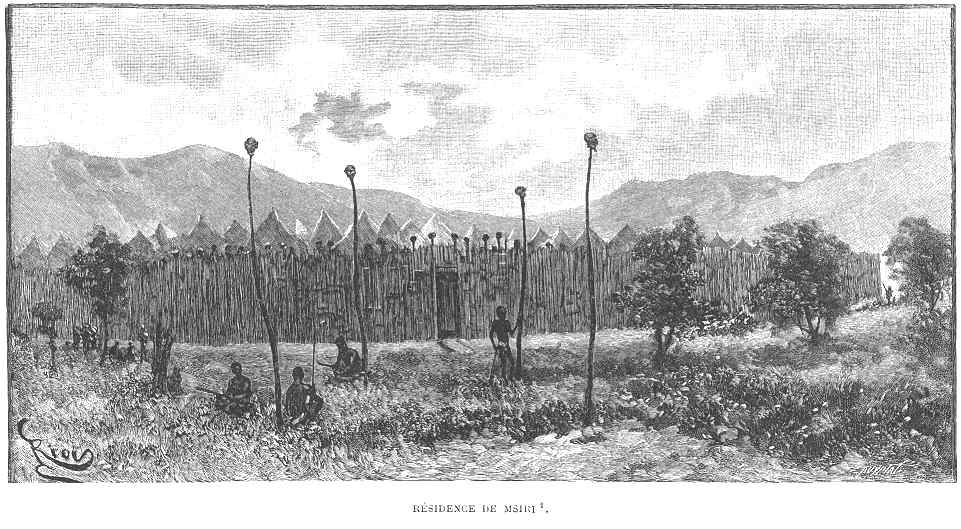
Una boma de Msiri en Bunkeya.

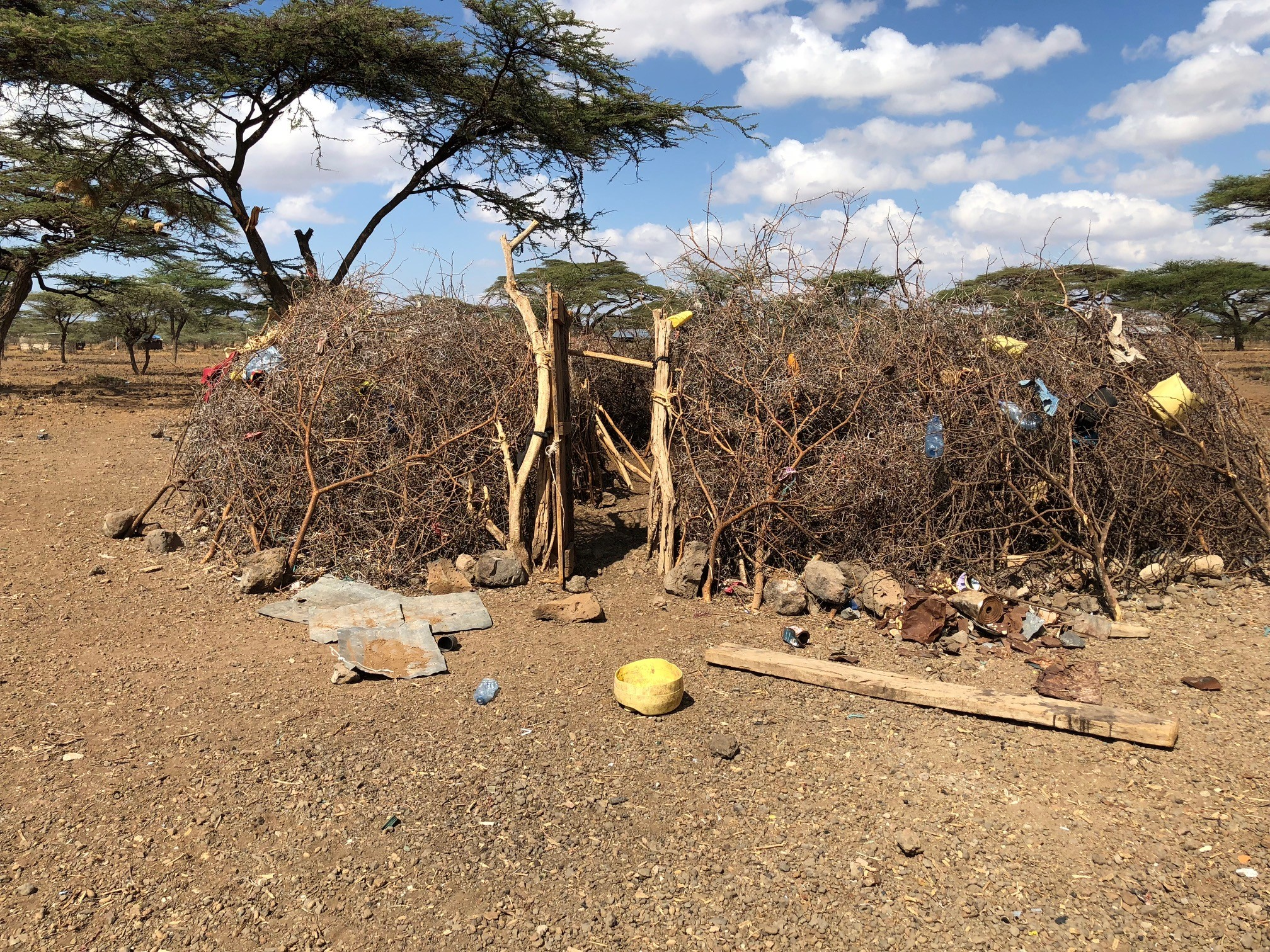
Boma construida con ramas de acacia, con gruesas espinas, en una zona rural del Condado de Isiolo en Kenia, en 2018.

Una boma es un recinto para ganado, un recinto comunitario, una estacada, un corral, un pequeño fuerte o una oficina gubernamental de distrito, comúnmente utilizado en muchas partes de la región de los Grandes Lagos de África, así como en África central y meridional. Está particularmente asociado con la toma de decisiones comunitaria. La palabra originalmente puede ser del bantú o del persa, y se ha incorporado a muchas lenguas africanas, así como a variedades coloniales de inglés, francés y alemán.
Como recinto ganadero, una boma es el equivalente a kraal. El primer término se utiliza en áreas influenciadas por el idioma suajili y el segundo se emplea en áreas influenciadas por el afrikáans.
En forma de aldeas o campamentos fortificados, las bomas eran comunes en África Central en los siglos XVII y XIX. Eran comunes en toda África, incluso en zonas afectadas por la trata de esclavos, las guerras tribales y la conquista colonial, y fueron construidas y utilizadas por ambos bandos.

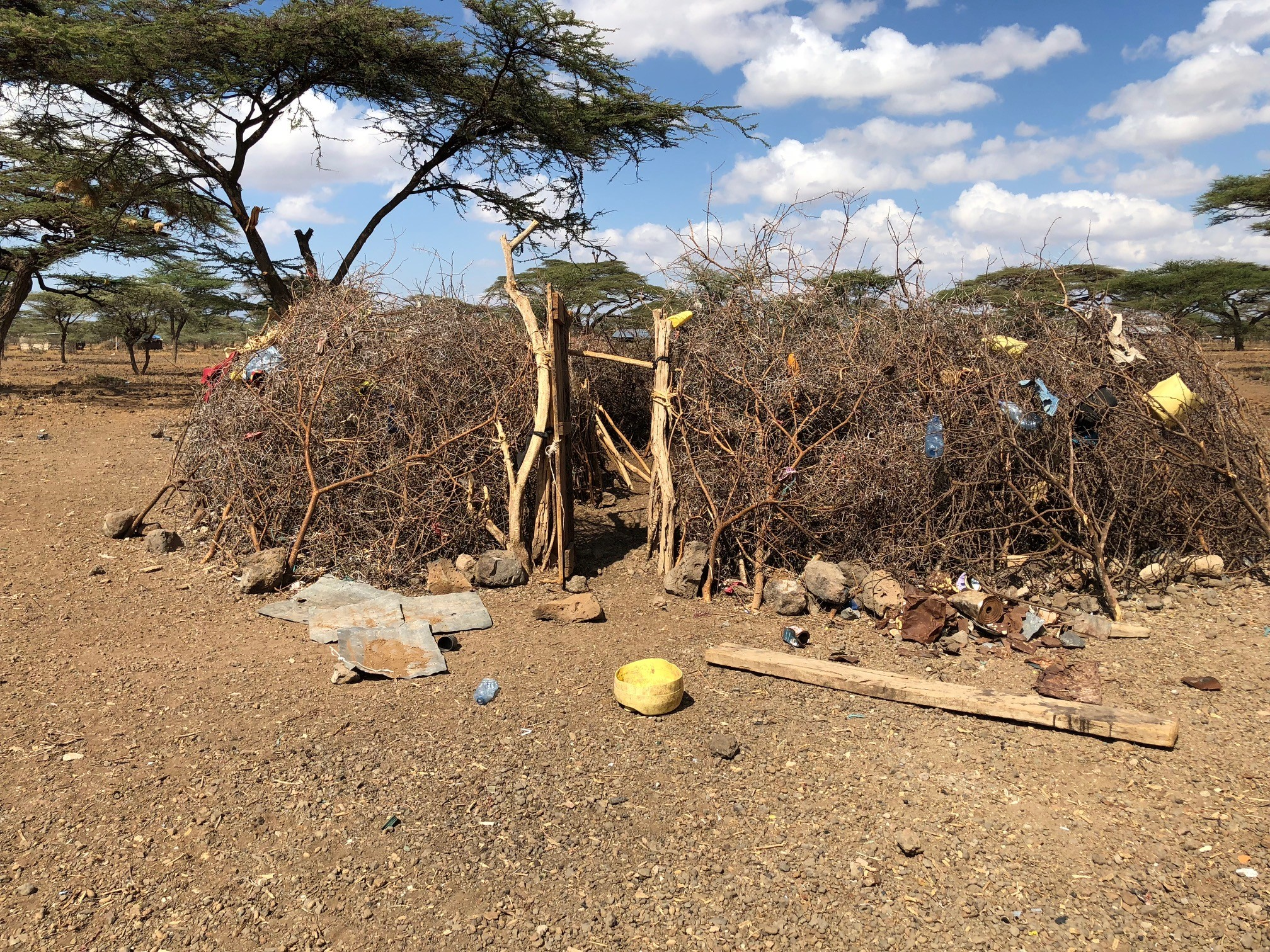
Una boma construida con ramas espinosas de acacia en una aldea rural del condado de Isiolo, Kenia, en 2018.

Aparte de las empalizadas cuidadosamente construidas que se muestran en las ilustraciones de bomas, el término, en la práctica, a menudo se parecía a la estructura que se muestra en la ilustración que acompaña a este artículo. De esa forma, a menudo se referían a ellos personas como J. A. Hunter y Henry Morton Stanley.

## Etimología y trastrónimo

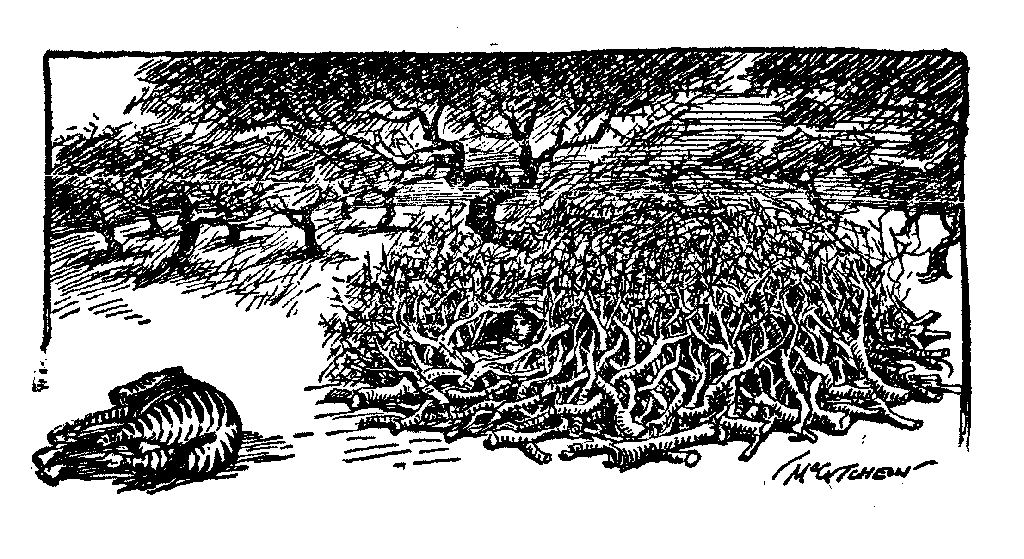
Emboscar a los leones: "El león no puede entrar en la boma a menos que salte y entre desde arriba. Es función del cazador evitar esta maniobra estratégica matando al león antes de que entre. Si no lo hace, "Es probable que se encuentre envuelto en una enérgica lucha cuerpo a cuerpo con un león hostil en un espacio aproximadamente tan grande como la litera superior de un coche cama". - John T. McCutcheon, caricaturista del Chicago Tribune, 1910.

Un mito popular contado a los turistas en los Grandes Lagos africanos afirma que BOMA significaba "Administración Británica de Gestión de Ultramar" o "Área de Comedor de Oficiales Británicos" durante la era colonial en África. El mito sostiene que el término ha sido adoptado desde entonces en el swahili y en varias otras lenguas vernáculas bantúes de la antigua África Oriental Británica (por ejemplo, chichewa y chitumbuka en Malawi ) para referirse al gobierno en general, o a las ubicaciones de las oficinas gubernamentales, como los centros distritales.
En realidad, el término boma tiene sus orígenes en los idiomas hablados en los Grandes Lagos de África, ya sea como una palabra de origen bantú o como un préstamo del persa. Según el Oxford English Dictionary, el primer uso en inglés escrito se atribuye al aventurero Henry Morton Stanley en su libro Through the Dark Continent (1878): "Desde las bomas estacadas... se eleva hasta mi oído el balido de los terneros jóvenes". En la obra previa de Stanley, Cómo encontré a Livingstone (1871), se hace referencia al establecimiento de un campamento mediante la construcción de una boma con ramas de acacia espinosa y otros árboles, colocados alrededor del campamento. El Diccionario de la lengua suahili de Krapf (1882) describe boma como "una empalizada o empalizada que sirve como una especie de fortificación para ciudades y pueblos... puede consistir en piedras o postes, o en un matorral impenetrable de espinas", sin embargo, no proporciona el origen de la palabra. Boma también se menciona en 'Deutsches Kolonial-Lexikon' (1920) de Band, lo que sugiere que la palabra se utilizaba en Tanganica mucho antes de que cayera bajo el control de los británicos. El Diccionario estándar suajili-inglés de Johnson (1939) propone que boma proviene de la palabra persa "buum", que, según él, significa "guarnición, lugar donde uno puede vivir con seguridad". En Swahili and Sabaki: A Linguistic History, Nurse y Hinnebusch (1993) hacen referencia a "iboma", que significa "área defendida", como una innovación bantú de los Grandes Lagos o como un préstamo del persa (p. 295). En cualquier caso, la palabra ya estaba en circulación antes de que el Imperio Británico comenzara a colonizar.

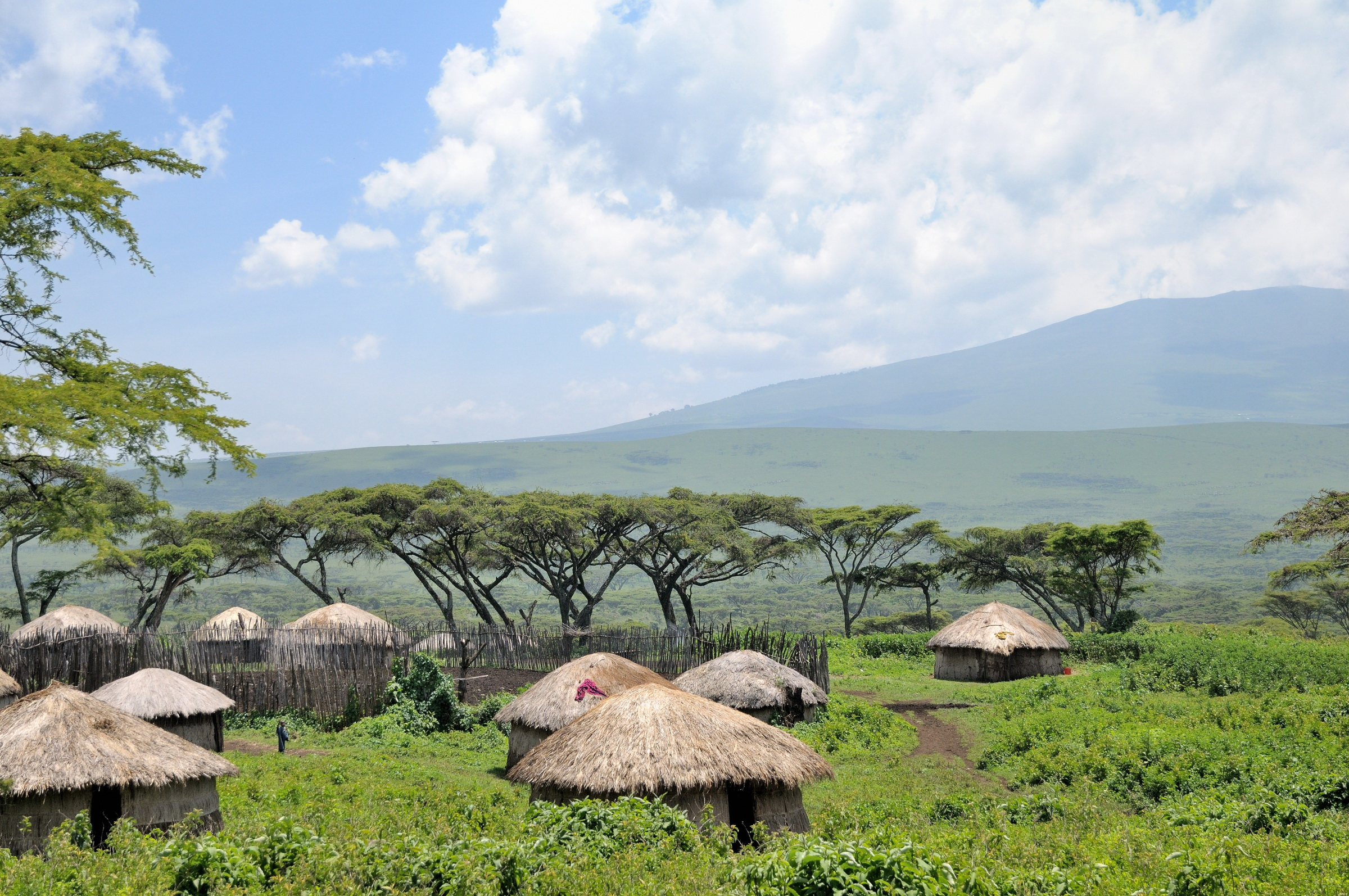
Boma masai en el Área de Conservación de Ngorongoro en Tanzania.

Además, la "Administración Británica de Gestión de Ultramar" nunca fue una entidad real.